# Eugenia sprengelii
Eugenia sprengelii är en myrtenväxtart som beskrevs av Dc.. Eugenia sprengelii ingår i släktet Eugenia och familjen myrtenväxter. Inga underarter finns listade i Catalogue of Life.

## Bildgalleri

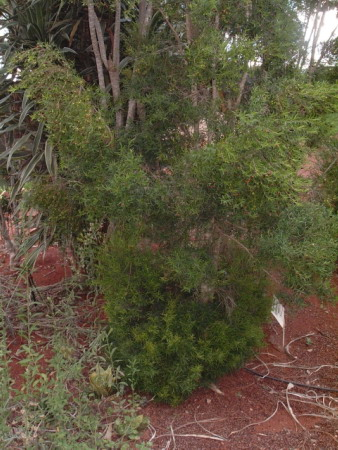
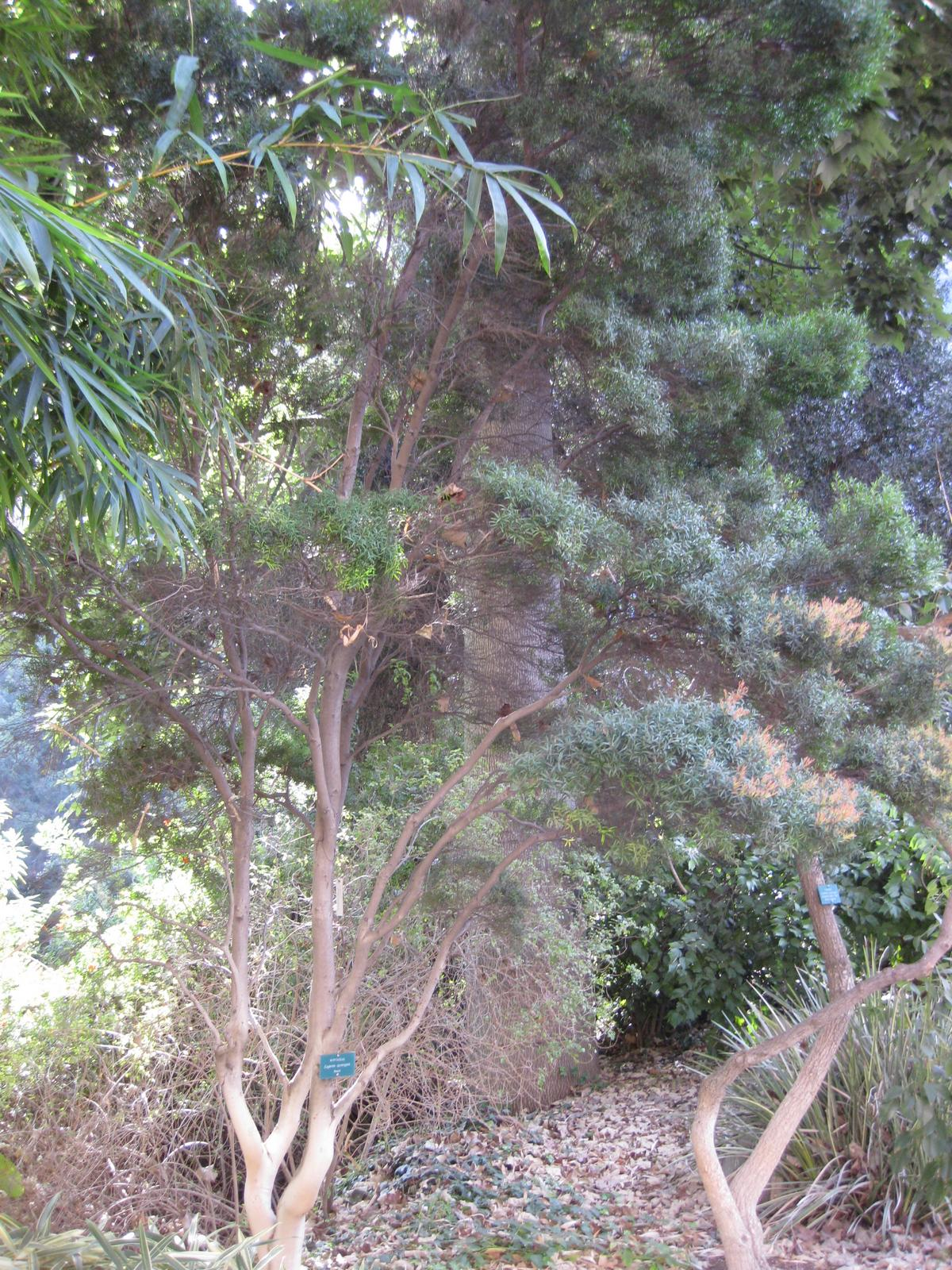
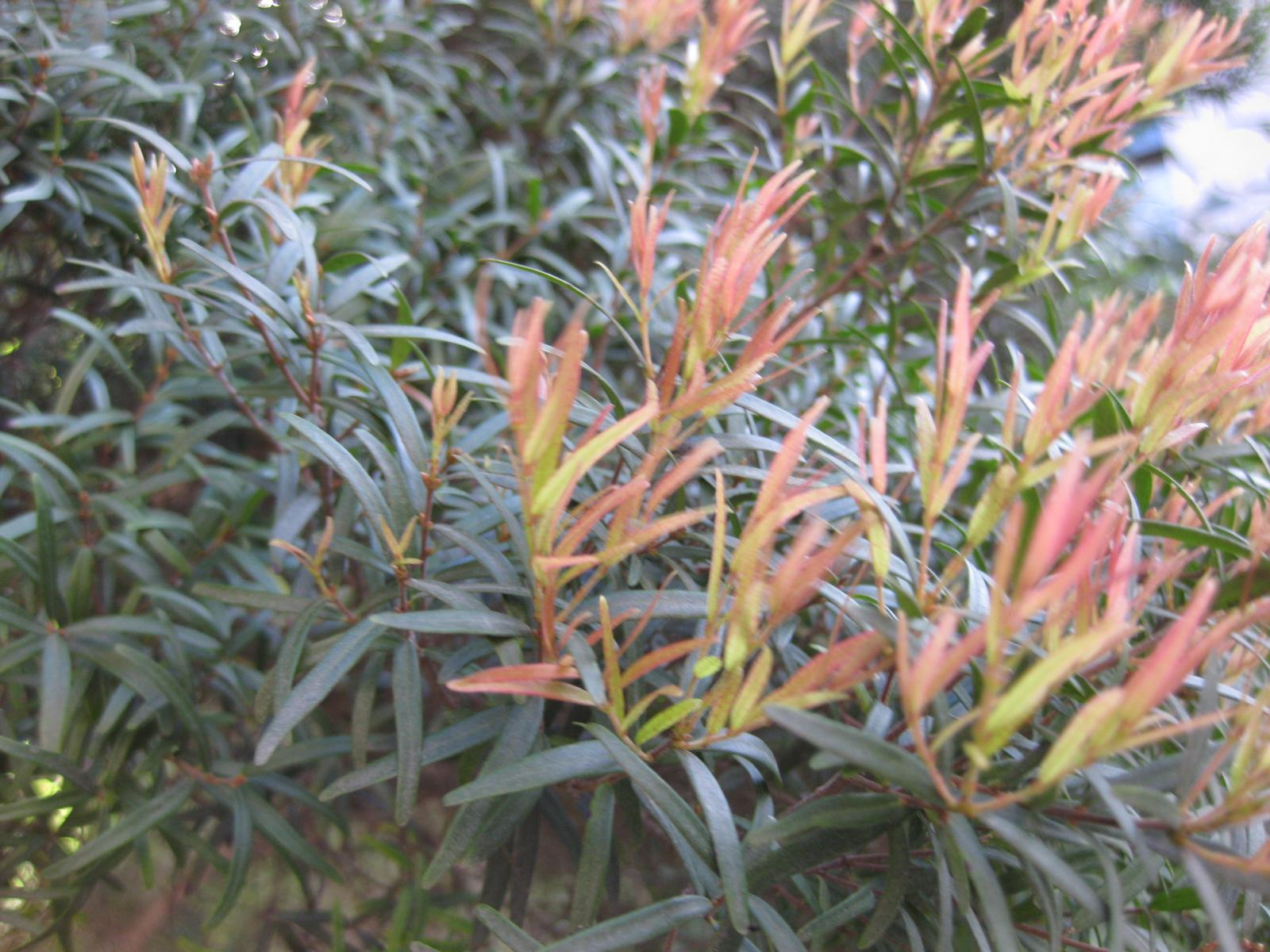
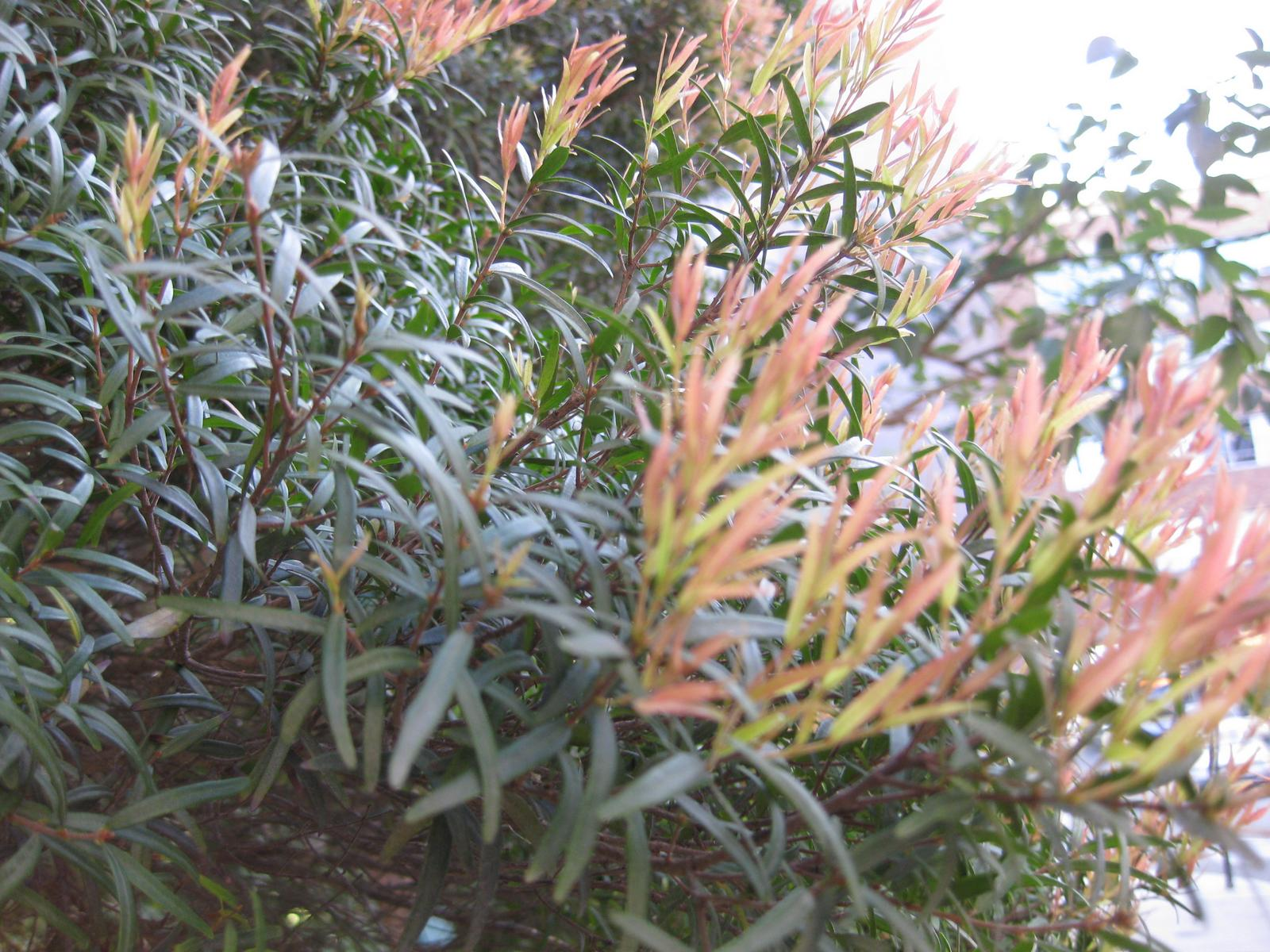